# Thorpe on the Hill (Lincolnshire)
Thorpe on the Hill est une paroisse civile et un village du Lincolnshire, en Angleterre.